# Аль-Муїз (вулиця)

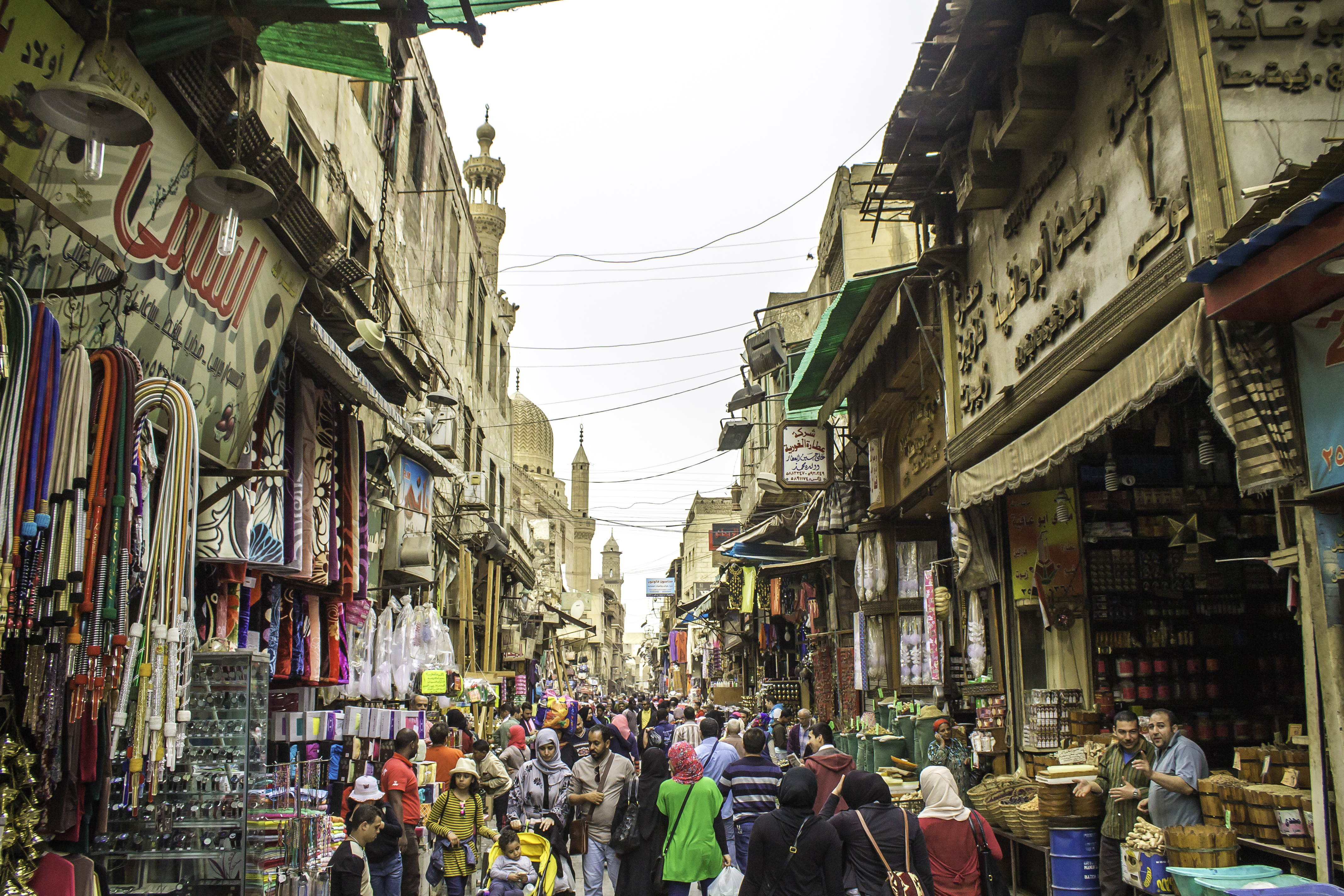
Вулиця Аль-Муіз, поблизу Хан аль-Халілі.

Вулиця Аль-Муіз лі-Дін Аллах аль-Фатімі ( араб. شارع المعز لدين الله الفاطمي   ), або скорочено вулиця Аль-Муіз, є головною вулицею з півночі на південь в обнесеній стінами історичній частині міста Каїр, Єгипет. Це одна з найстаріших вулиць Каїра, оскільки вона бере свій початок від заснування міста (не рахуючи більш раннього Фустата) династією Фатімідів у 10 столітті під керівництвом їхнього четвертого халіфа Аль-Му'із лі-Діна Аллаха (після якого названа вулиця).  Історично це була найважливіша артерія міста, і її часто називали Касаба (або Касаба ). Вона являє головну вісь економічних зон міста, де його Souqs концентрувалася (ринки).  Престиж вулиці також привернув будівництво багатьох монументальних релігійних та благодійних будівель на замовлення правителів та еліт Єгипту, що робить її щільним сховищем історичної ісламської архітектури в Каїрі.   Це особливо очевидно в районі Байн аль-Касрайн, який вишикований деякими з найважливіших пам'ятників ісламського Каїра . 

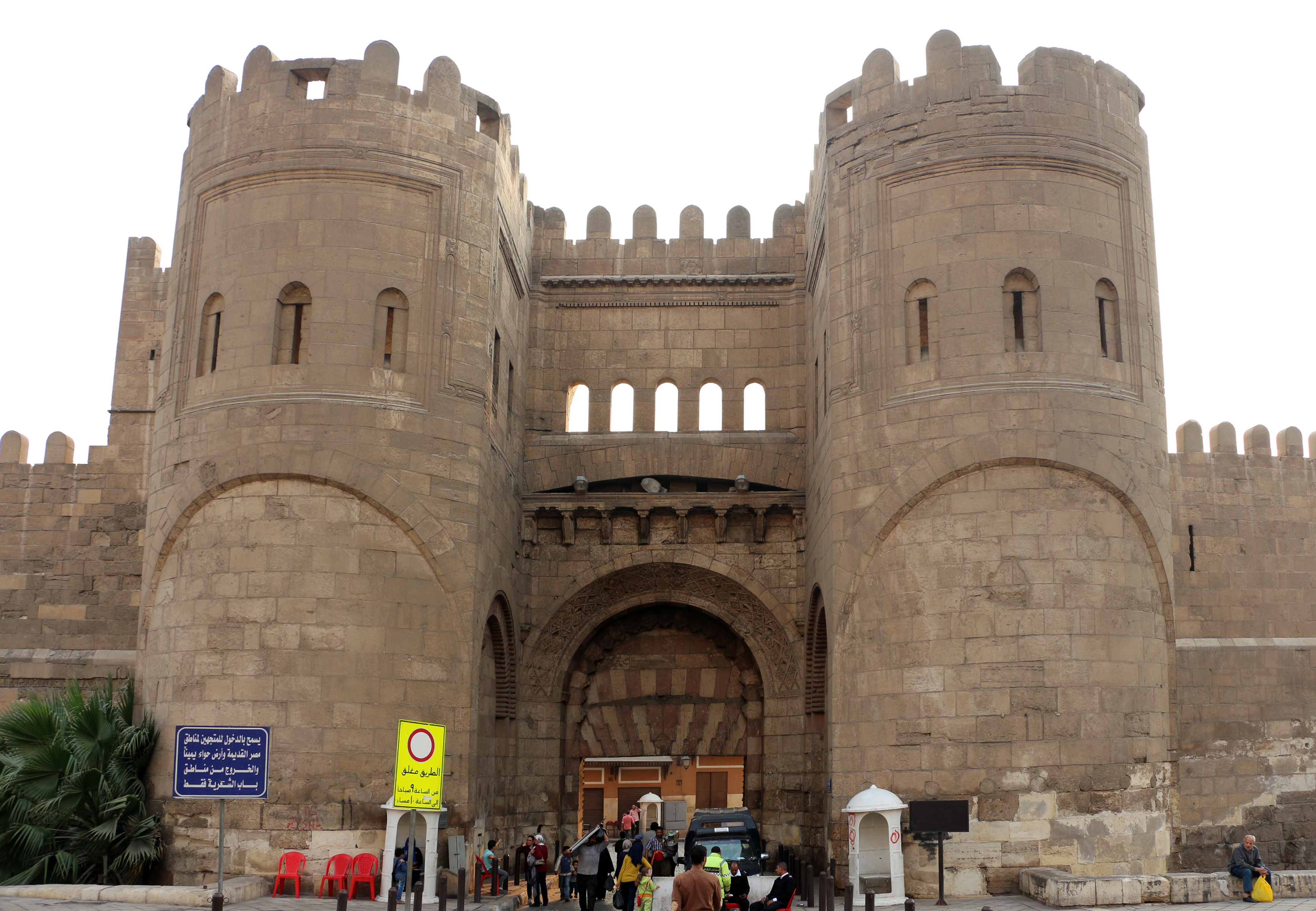
Баб аль-Футух, Фатімідська міська брама на північному кінці вулиці Аль-Муїз.

Вулиця Аль-Муїз проходить від міських воріт Баб аль-Футух на півночі до воріт Баб Зувейла на півдні, обидва входу в кам’яних стінах, побудованих візиром Бадр аль-Джамалі в 11 столітті.  Це робить її однією з найдовших вулиць у огородженому місті, довжиною приблизно один кілометр. Хоча назва вулиця Аль-Муїз, як правило, стосується лише вулиці в межах історичного обнесеного стіною міста, на практиці дорога, розпочата вулицею Аль-Муїзз, продовжується (під різними назвами) далі на південь на кілька кілометрів, проходячи через Касабу Радван-бея ( аль-Хайамія ), і, нарешті, закінчується великим некрополем Карафа (Південне кладовище або Місто мертвих). 

## Історія

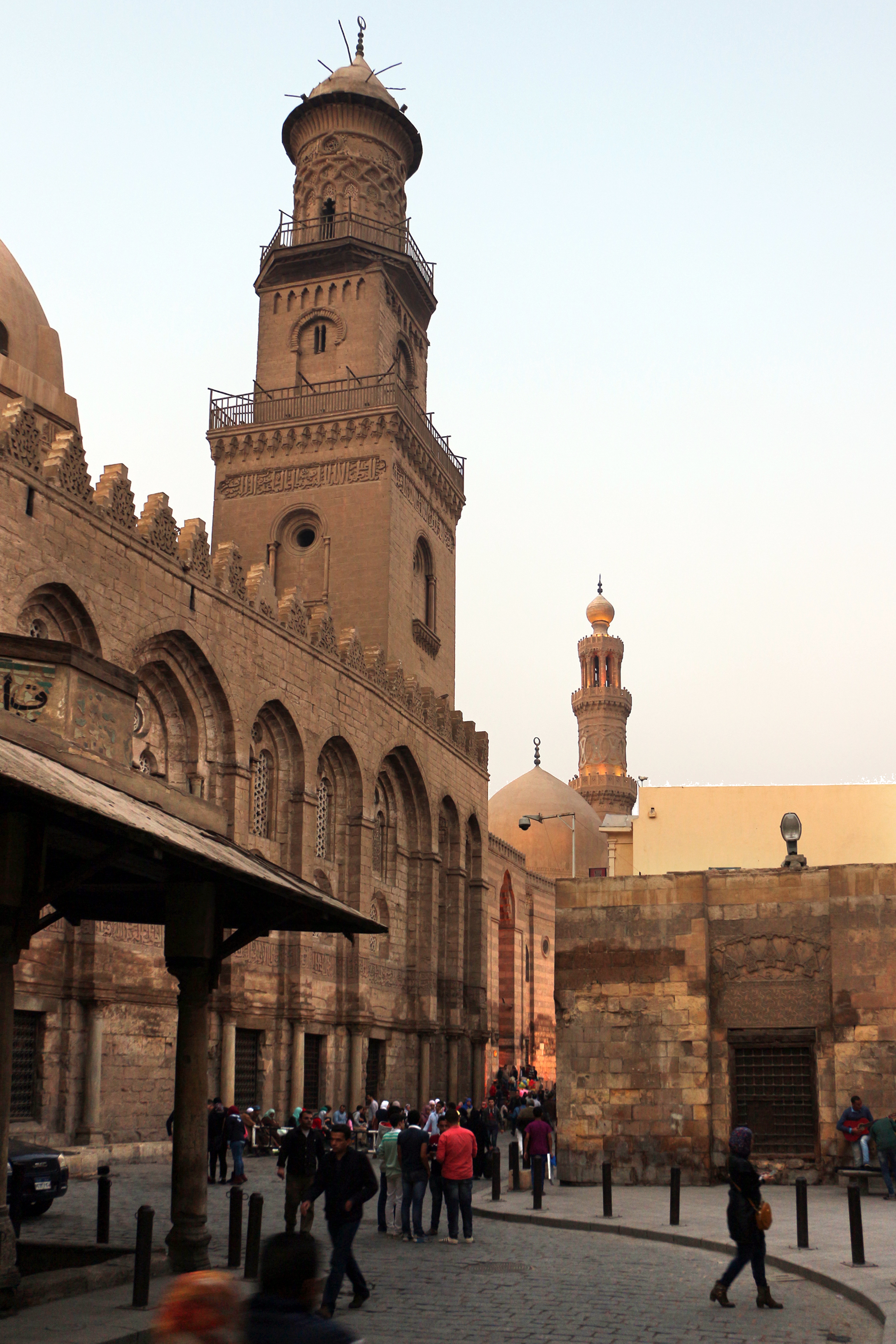
Одна з найвідоміших ділянок вулиці Муїз, відома як Байн аль-Касрайн, із знаменитим комплексом Султана Калавуна, а за ним — мечеттю-медресе Султана Баркука.

Історично вулицю називали « Касаба» (слово різного вжитку в арабській мові, але в даному випадку відноситься до центральної частини міста) і становила головну міську вісь економічного та релігійного життя в Каїрі. 
Він був закладений на самому початку заснування Каїра династією Фатімідів . Фатіміди завоювали Єгипет у 969 році нашої ери з північноафриканською армією Кутами під командуванням полководця Джаухара ас-Сікіллі . У 970 році Джаухар відповідав за планування, заснування та будівництво нового міста, яке служило б резиденцією та центром влади для халіфів Фатімідів. Місто було названо аль-Mu'izziyya аль-Qaahirah, то «Побідоносець місто аль-Муизз », пізніше просто називається «Аль-Кахира», який дав нам сучасну назву Каїра .  :80Місто було розташоване на північний схід від Фустата, існуючої столиці та головного міста Єгипту. Джаухар організував місто так, щоб у його центрі були два великі палаци для халіфів, а між ними була важлива площа, відома як Байн аль-Касрайн («Між двома палацами»). Головна вулиця міста з'єднувала північні та південні ворота і проходила між палацами через Байн аль-Касрайн. Однак у цей період історії міста Каїр був обмеженим містом, доступним лише для халіфа, армії, державних чиновників та інших осіб, необхідних для функціонування міста-палацу.  

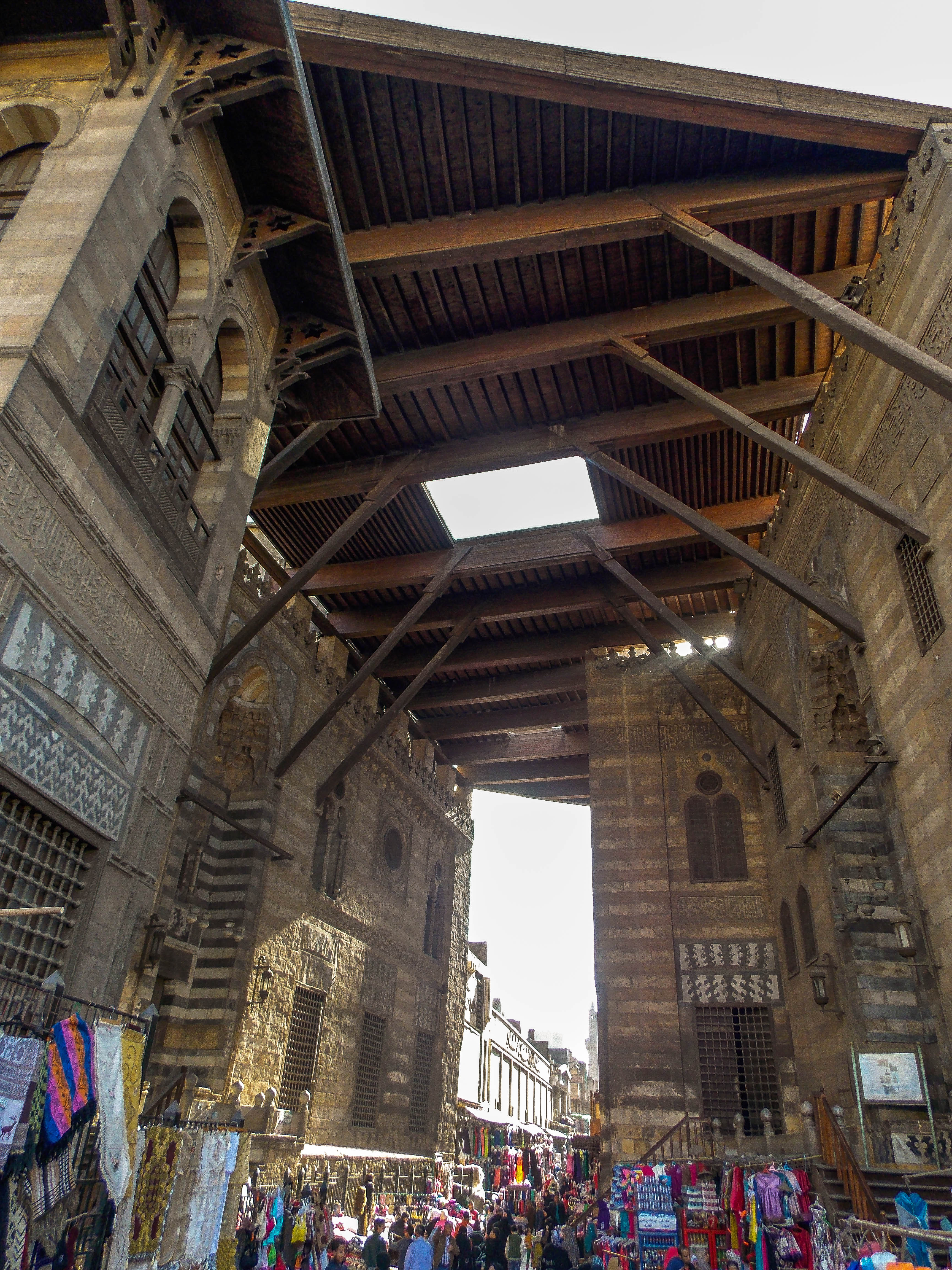
Вулиця Аль-Муїз, що проходить між двома крилами комплексу Султан аль-Гурі.

Після падіння режиму Фатімідів у 1171 році під керівництвом Салах ад-Діна (Саладіна) місто було відкрито для простих людей і зазнало серйозних перетворень. Протягом наступних століть Каїр перетворився на повномасштабний міський центр, який зрештою затьмарив колишнє місто Фустат . Айюбідські султани та їхні наступники мамлюків, які були мусульманами-сунітами, які прагнули стерти вплив фатімідів-мусульман-шиїтів, поступово зруйнували та замінили фатімідські споруди своїми власними будівлями та установами. Місце влади та резиденція правителів Єгипту також перемістилося звідси до новозбудованої цитаделі на півдні, розпочатої Салахом ад-Діном у 1176 році. Проспект Касаба (вулиця Аль-Муїз) перейшов від частково церемоніальної осі до великої комерційної вулиці з магазинами та базарами (ринками), які розташовувалися на більшій частині її довжини. Комерційний район Хан аль-Халілі розвинувся на східній стороні Касаби і, частково через те, що не було місця для розширення вздовж цієї вулиці, простягнувся далі на схід у напрямку до мечеті/святилища Аль-Хусейна та мечеті аль-Азхар . 
Однак навіть після видалення королівських резиденцій його символічне значення збереглося, і він залишався одним із найпрестижніших місць для зведення мечетей, мавзолеїв, медресе та інших монументальних будівель на замовлення султанів та вищої елітної ланки режимів. У період мамлюків, зокрема, вулиця була заповнена великими архітектурними пам’ятками, багато з яких збереглися і сьогодні.  Нові будівлі, спонсоровані королівством, продовжували будуватися навіть у 19 столітті за Мухаммеда Алі-паші та його наступників. 
У 20 столітті будівництво великої об’їзної дороги, відомої як вулиця Аль-Азхар, що проходила від сучасного центру Каїра на заході до Аль-Азхара, а потім до шосе Салах-Салем на сході, спричинило серйозну перерву в традиційній шлях вулиці Аль-Муїз.  Сьогодні старе місто певною мірою розділене на дві частини цією великою дорогою, що перетинає колишню міську структуру, що проходить між районом Хан аль-Халілі та комплексом Султан аль-Гурі 16-го століття.

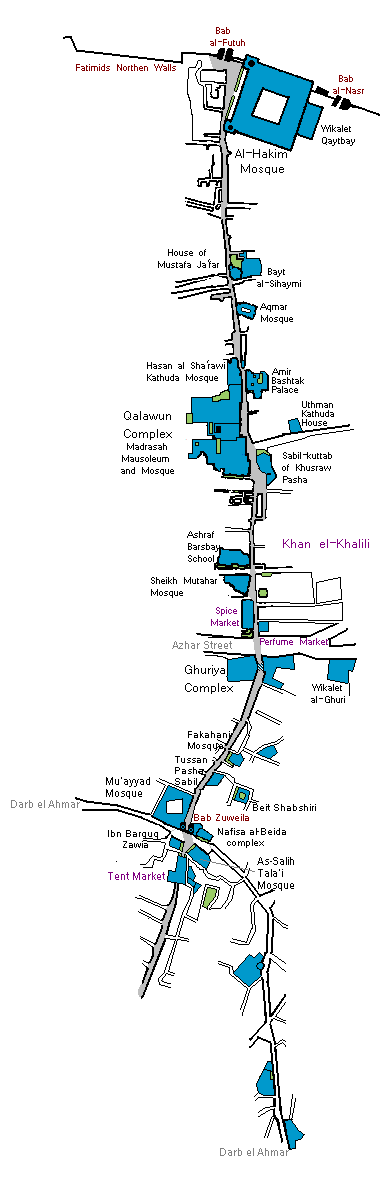
Карта північної частини вулиці Муїзз

Нижче наведено список визначних або зареєстрованих історичних пам'яток багатьох різних періодів, які сьогодні розташовані вздовж вулиці Аль-Муїз.  Список йде (приблизно) з півночі на південь, починаючи з Баб-ель-Футуха і закінчуючи Баб-Зувейла .
Наступні пам'ятники знаходяться на північній частині вулиці аль-Муїз, між Баб аль-Футухом і вулицею аль-Азхар:
- Мечеть Аль-Хакім бі Амр Аллах (1013)
- Мечеть Сулеймана Ага аль-Сілахдара (1839 р.)
- Байт ас-Сухаймі (1648-1796)
- Мечеть аль-Акмар (1125 р.)
- Сабіл-Куттаб Абдель Рахмана Катхуди (1744)
- Каср Баштак (1339)
- Сабіл Ісмаїл-паші (1828)
- Хамам султана Інала (1456 р.)
- Медресе Аль-Каміля Аюба (1229 р.)
- Медресе Баркук (1386)
- Медресе Аль-Насіра Мухаммеда (1304)
- Комплекс Калавун (1285)
- Мечеть Тагрі Барді (1440)
- Сабіл-Куттаб Хусрав-паші (1535)
- Медресе Аль-Саліх Айюб (1250)
- Хан аль-Халілі: район базару, що тягнеться між вулицею Аль-Муїз і площею Аль-Хусейна . ( Починаючи з періоду мамелюків, з багатьма змінами з часом. )
- Мечеть Аль-Ашраф Барсбай (1425)
- Мечеть Шейха Алі Аль-Мутахара (1744 р.)

- Медресе султана Аль-Гурі (1505)
- Мавзолей султана Аль-Гурі (1505)
- Мечеть Факахані (1735 р.)
- Сабіл Тусунського паші (1820)
- Мечеть Муаяда (1420 р.)
- Вікала і Сабіл з Нафіси Байди (1796)

За Баб Зувейлою дорога продовжується далі на південь, але має різні назви. Проте кілька пам'ятників чітко розташовані вздовж нього, на виході з Баб Зувейла:
- Завія з Фарага ібн Баркука (1408)
- Мечеть Саліха Талаї (1160 р.)
- Касаба Радван-бея (1650)

## Проект реабілітації

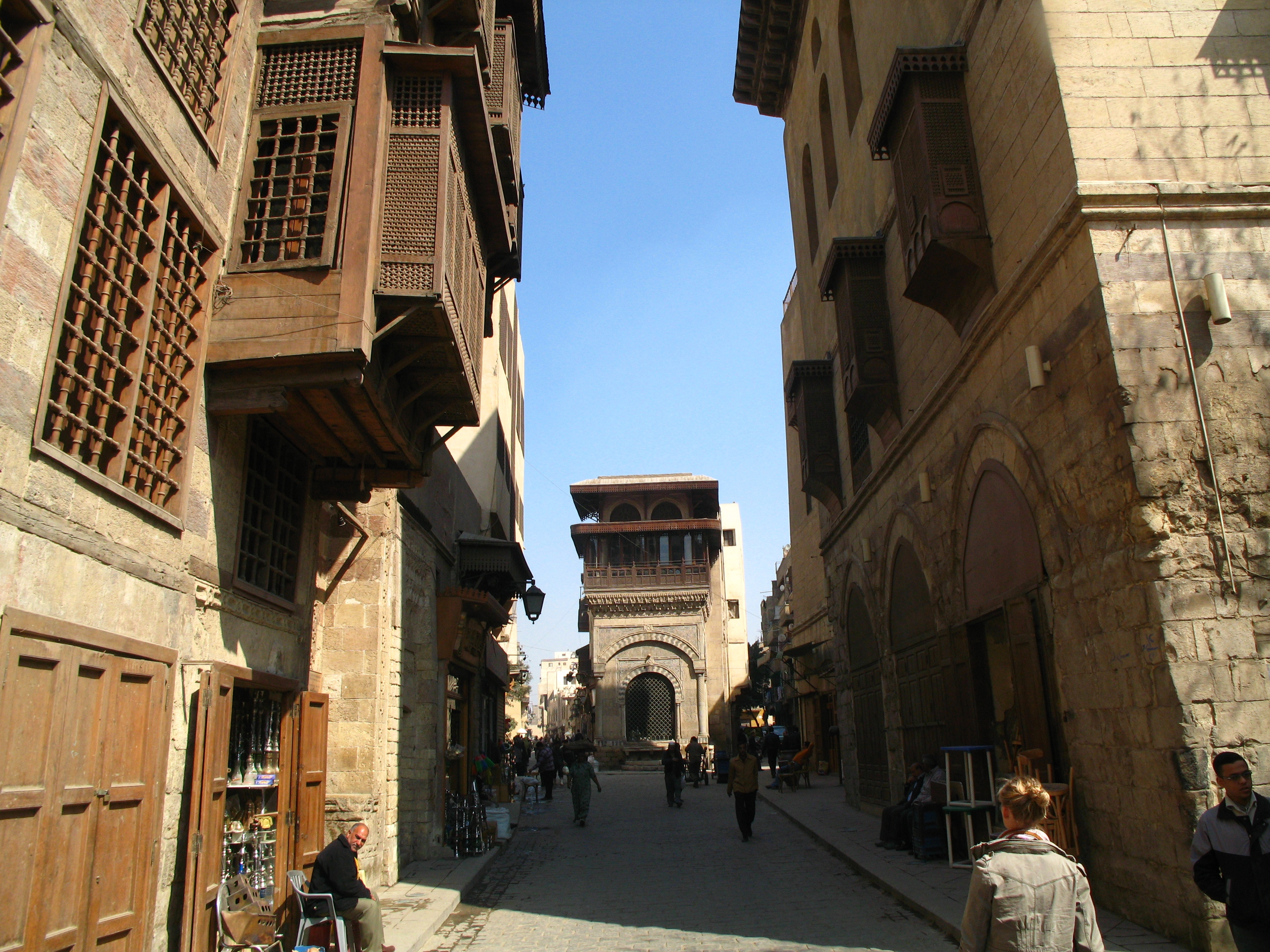
AL-Muizz Street сьогодні, в центрі історичного Каїра.

Починаючи з 1997 року   національний уряд провів масштабний ремонт історичних будівель, сучасних будівель, бруківки та каналізації, щоб перетворити вулицю на «музей під відкритим небом». 24 квітня 2008 року вулиця Аль-Муїзз була знову освячена як пішохідна зона з 8:00 до 23:00; вантажоперевезення дозволено поза цими годинами. 
Однією з цілей реконструкції є наближення до первісного вигляду вулиці. Будинки вище рівня пам’ятників знесені по висоті і пофарбовані у відповідний колір, а вулиця відремонтована в оригінальному стилі. Відреставровано 34 пам’ятники вздовж вулиці та близько 67 поблизу. З іншого боку, нічний вигляд вулиці був модернізований шляхом встановлення сучасного вишуканого зовнішнього освітлення будівель.  Щоб запобігти накопиченню підземних вод – головній загрозі для ісламського Каїра – було встановлено сучасну дренажну систему.